# Baobá

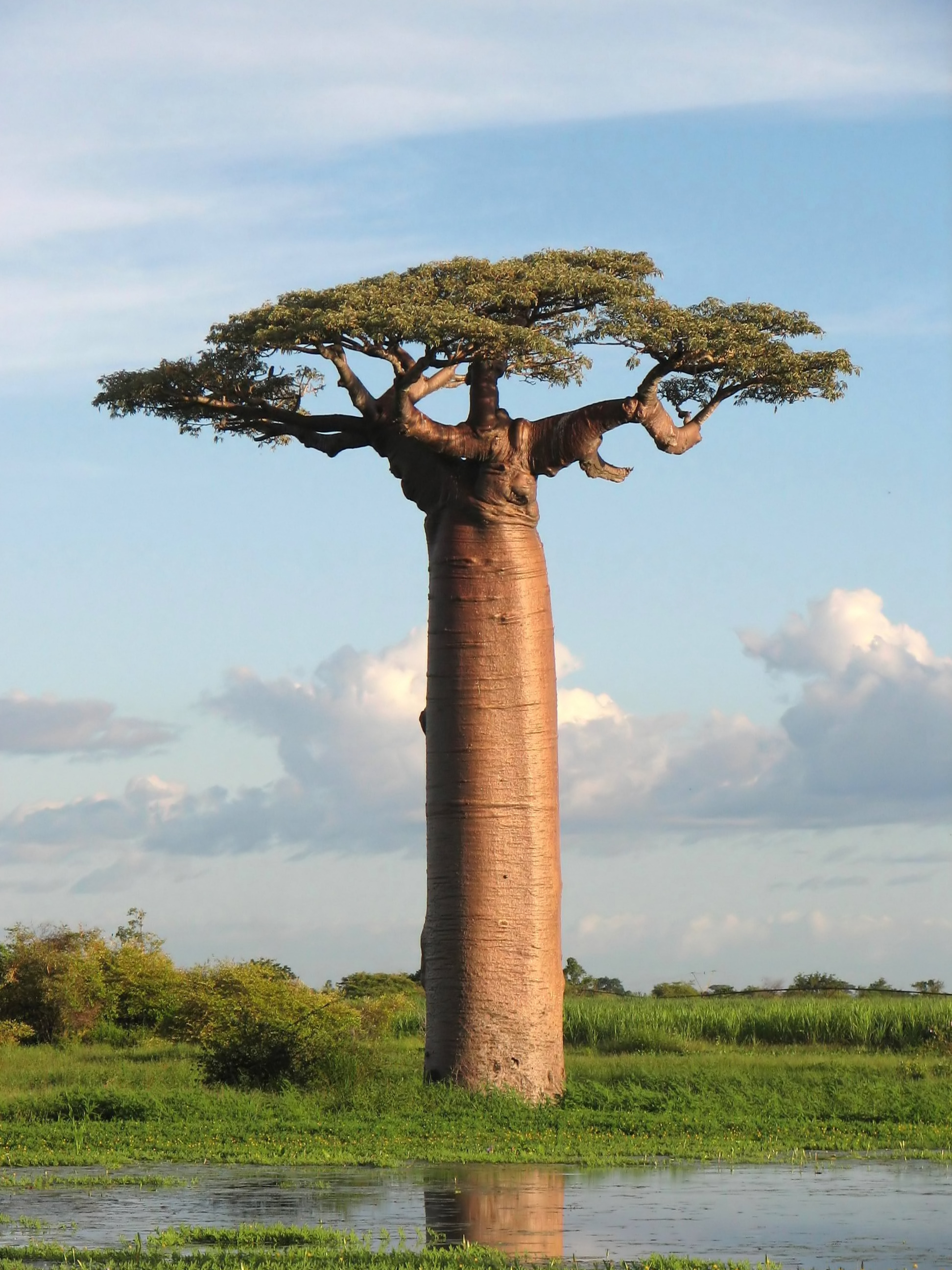
Adansonia grandidieri, Madagáscar

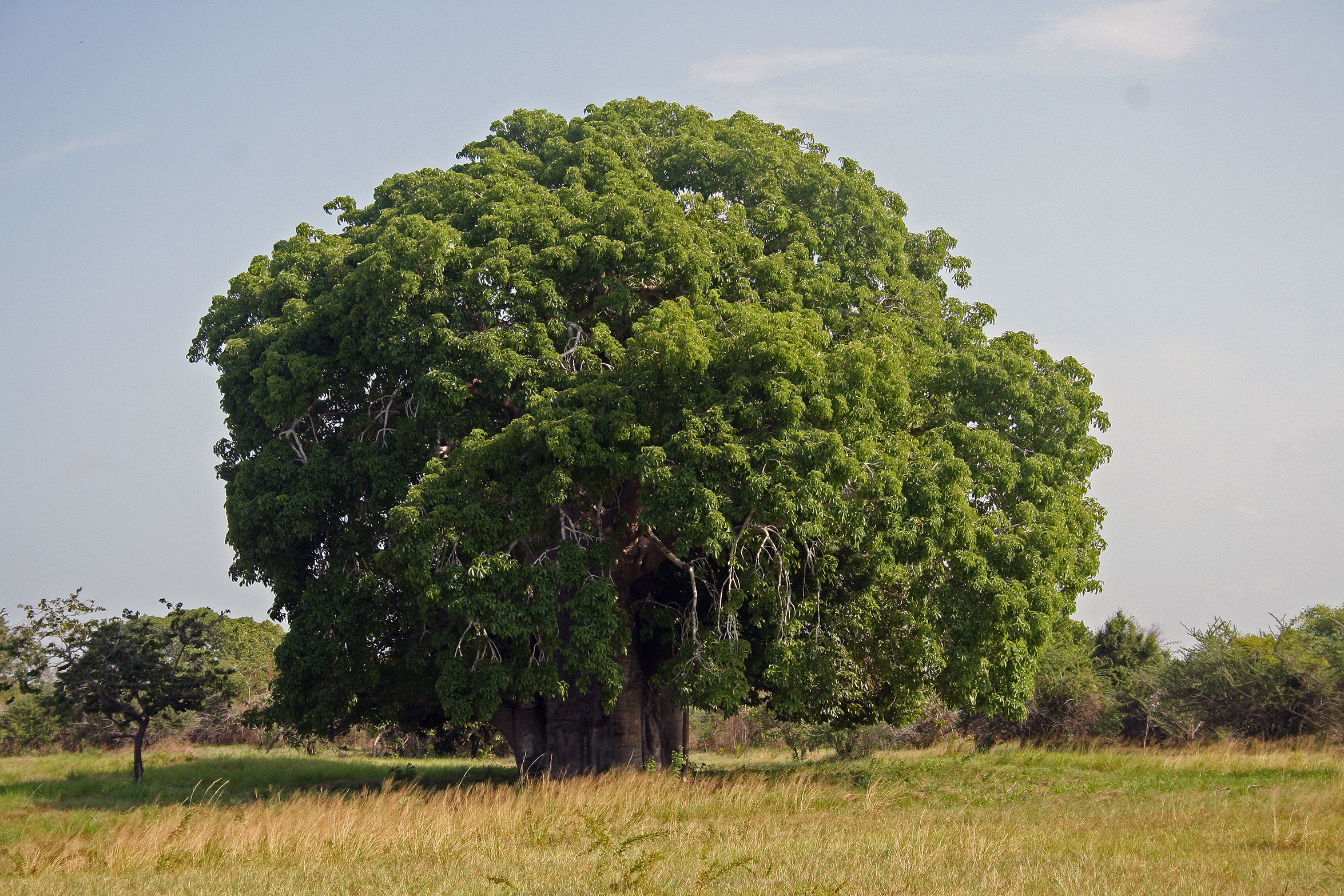
Adansonia digitata na Tanzânia

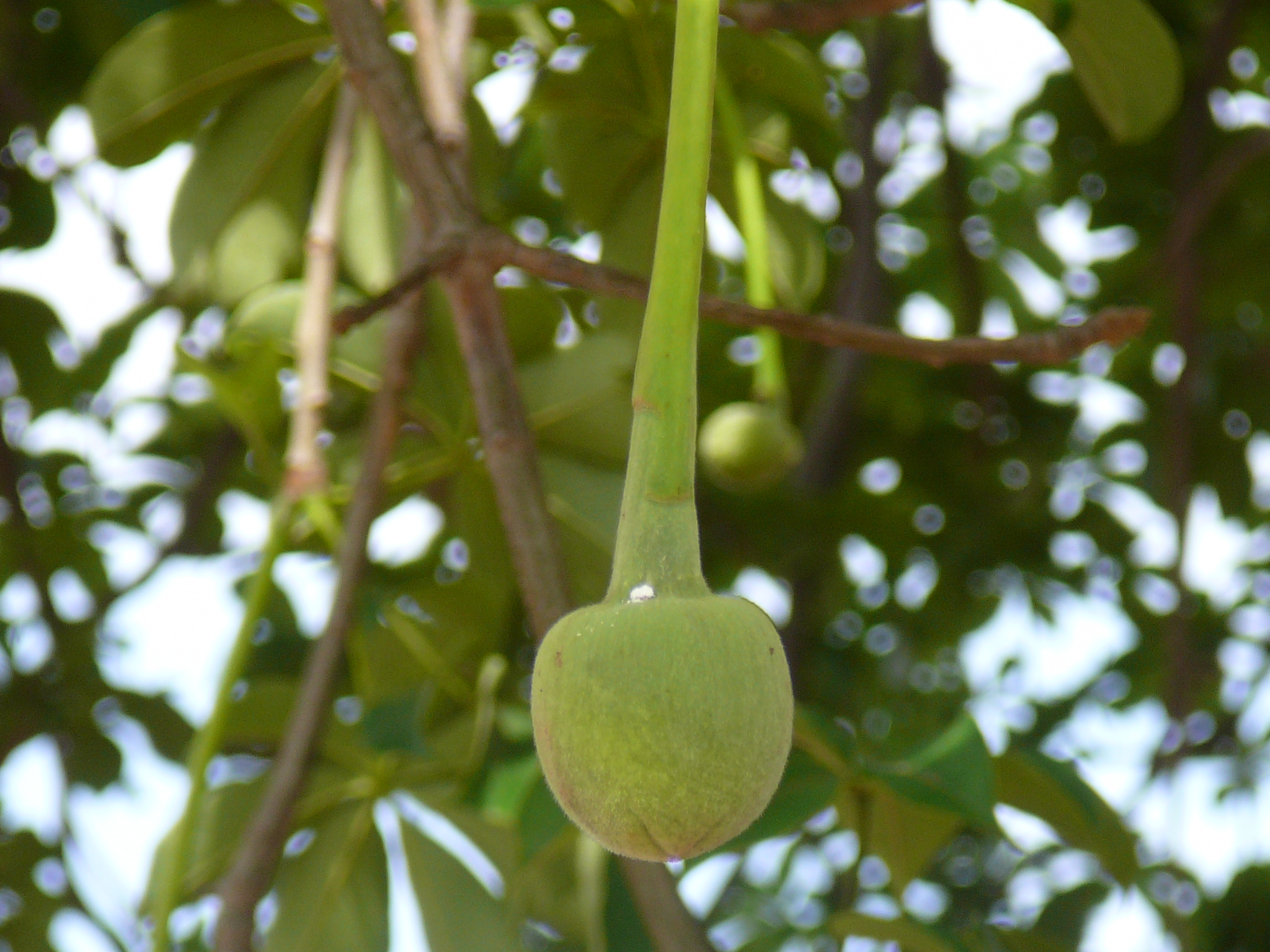
Botão de Adansonia digitata

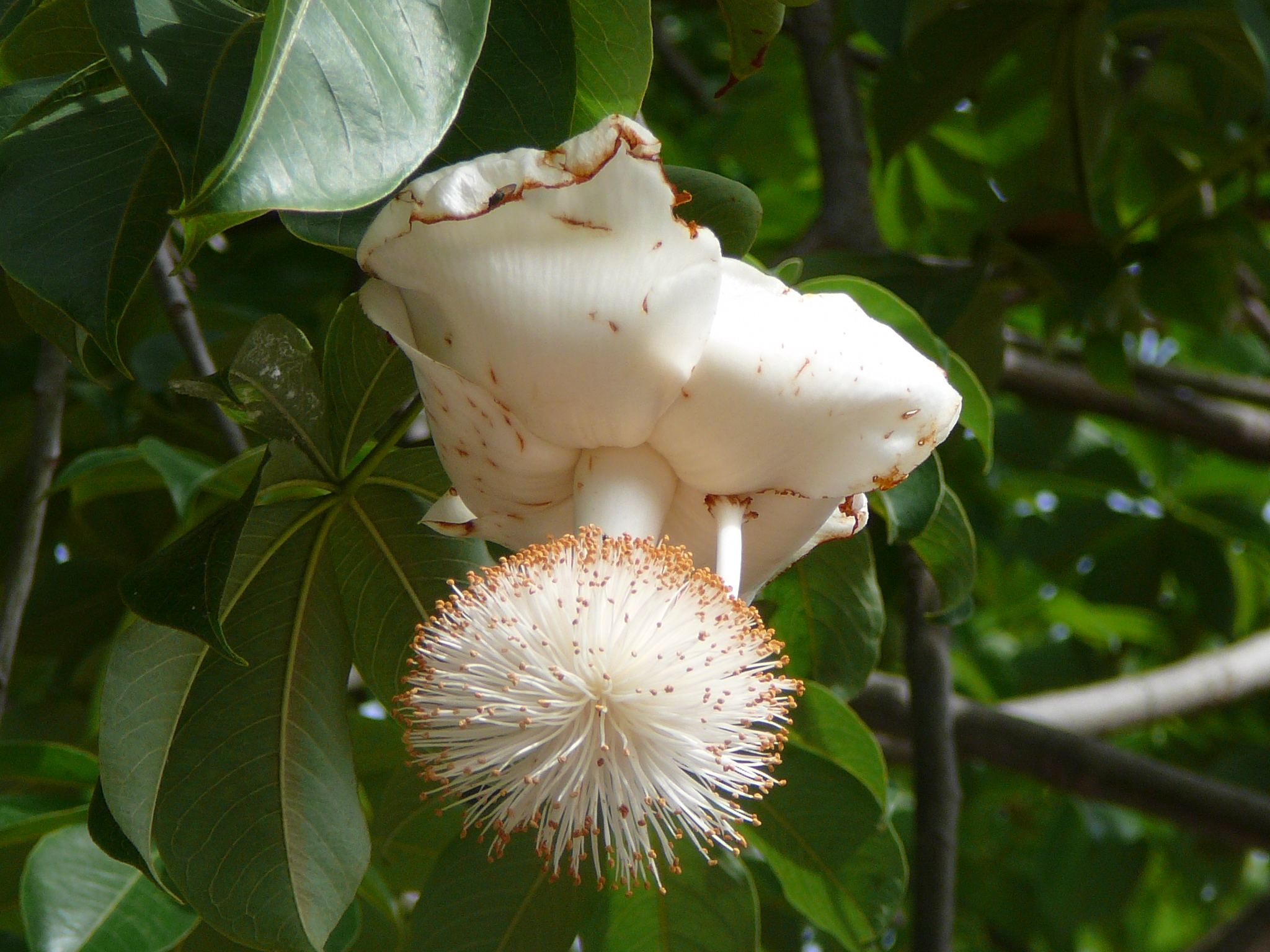
Flor de Adansonia digitata (secção Adansonia)

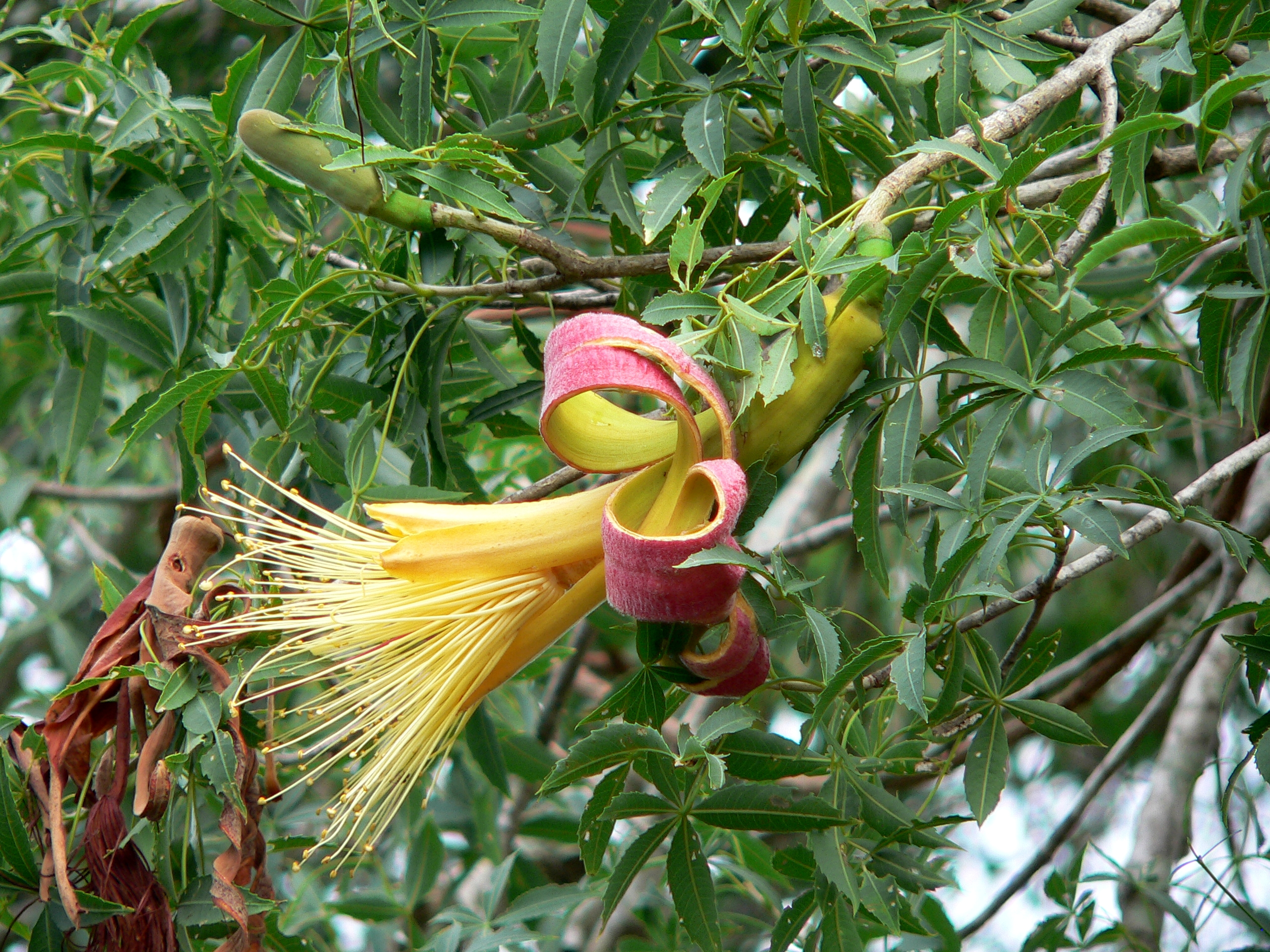
Flor de Adansonia rubrostipa (secção Longitubae)

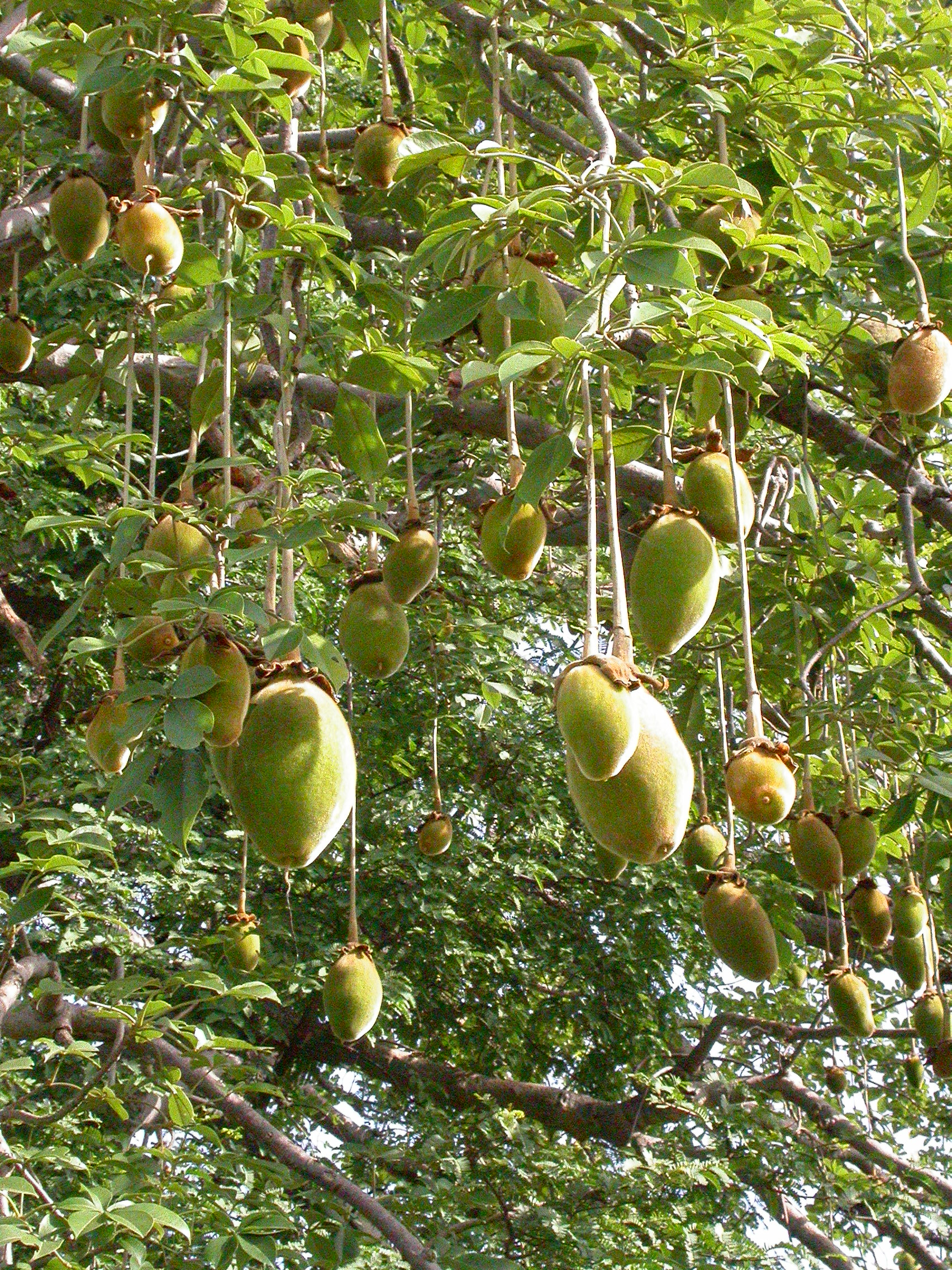
Frutos de Adansonia digitata do Burkina Faso

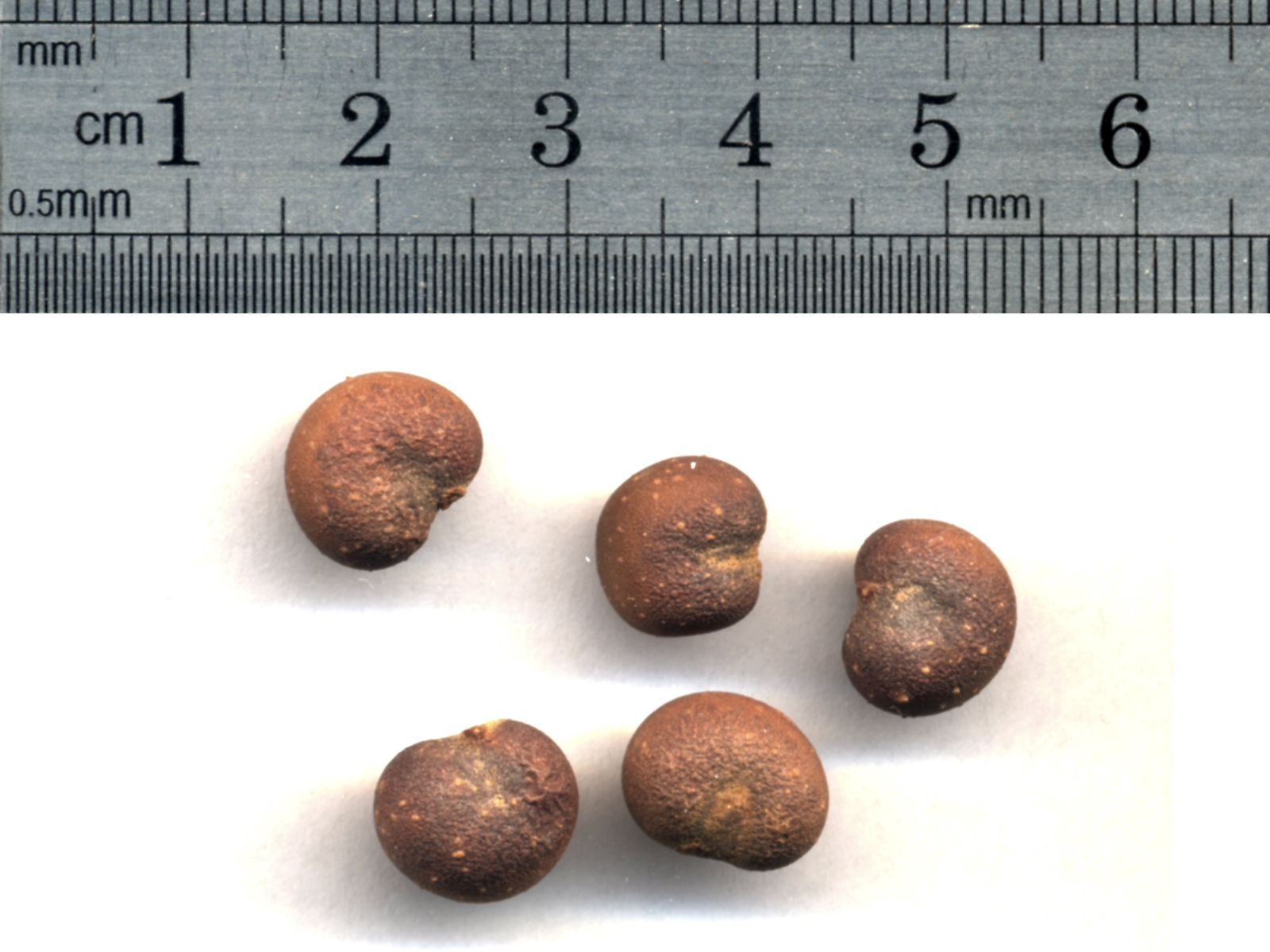
Sementes de Adansonia digitata

Adansonia L é um género de plantas com flor que agrupa as espécies de árvores das regiões tropicais áridas e semiáridas conhecidas por baobás, embondeiros, imbondeiros, calabaceiras ou cabaceiras. O género agrupa oito espécies validamente descritas, das quais seis têm distribuição natural restrita à ilha de Madagascar, uma ao continente africano e Médio Oriente e outra à Austrália. O nome genérico é uma homenagem a Michel Adanson (1727-1806), o naturalista e explorador francês que descreveu a espécie africana Adansonia digitata.
O baobá é a árvore nacional de Madagáscar e o emblema nacional do Senegal.

## Descrição
As espécies do género Adansonia são árvores de copa compacta, decíduas, deixando cair a folha na estação seca, de tronco massivo, formando um paquicaule cilíndrico, com diâmetros que atingem os 7 a 11 m, embora se conheçam exemplares isolados de muito maiores dimensões, e alturas que variam de 5 a 30 m. O ritidoma é liso e a madeira fibrosa.
O exemplar conhecido por baobá de Glencoe, um espécime de A. digitata da Província do Limpopo, África do Sul, era considerado a maior árvore deste género, com um perímetro à altura do peito de 47 m e um diâmetro de 15,9 m. A árvore rachou-se em 2009, pelo que o maior espécime de baobá conhecido é presentemente o baobá de Sunland (ou árvore de Platland), também na África do Sul, com um diâmetro ao nível do solo de 9,3 m e um perímetro à altura do peito de 34 m.
Como os baobás são árvores de folha caduca das zonas sazonalmente áridas, as suas folhas caem durante a estação seca e apenas brotam na época das chuvas. As folhas são compostas, com 5 a 11 folíolos que surgem do mesmo pecíolo em círculo e cujos bordos são inteiros em todas as espécies, salvo na espécie A. rubrostipa, que os apresenta dentados.
As flores são hermafroditas, actinomorfas, até 10 cm de comprimento, com pétalas brancas.
Todas as espécies frutificam, produzindo um fruto é uma baga seca ou uma cápsula engrossada com forma de melão alongado. As sementes são numerosas, com forma de rim. As sementes são envolvidas por uma polpa de coloração creme, cuja textura varia de terrosa a esponjosa segundo a espécie e o grau de maturação do fruto. As sementes permanecem viáveis por mais de cinco anos.
O tronco dos baobás adopta a forma de garrafa durante a fase de maturidade da árvore, em geral estimada pelos 200 anos. Em boas condições ecológicas, sobre solo arenoso, com um clima temperado e precipitação anual entre 300 e 500 mm estas árvores podem viver até aos 800 ou 1000 anos. Alguns exemplares têm a fama de terem vários milhares de anos, mas as árvores do género Adansonia produzem anéis de crescimento ténues, provavelmente anuais, que não são fiáveis para datação ou para a determinação da idade do espécime onde sejam amostrados, por serem difíceis de contar e porque desaparecem à medida que a madeira envelhece. A datação por radiocarbono permitiu a determinação da idade de alguns indivíduos, entre os quais o espécime de A. digitata conhecido por «árvore de Grootboom» (África do Sul), para o qual foi obtida uma idade estimada de pelo menos 1275 anos, fazendo dele a angiospérmica mais velha que se conhece.
O número cromossómico de Adansonia digitata é 2n = 160, enquanto que para todas as restantes espécies do género é 2n = 88.

## Armazenamento de água
Como todas as espécies de Adansonia ocorrem em regiões sazonalmente áridas, e são decíduas, deixando cair as folhas durante a estação seca, estas árvores destacam-se pela capacidade de armazenamento de água nos tecidos do tronco, a qual pode alcançar os 100 200 litros. Esta reserva hídrica destina-se a permitir sobreviver às duras condições de seca comuns nessas regiões.
Alguns exemplares ficam ocos quando envelhecem, convertendo-se em grandes depósitos nos quais se podem armazenar mais de seis mil litros de água.

## Historiografia do conhecimento do género

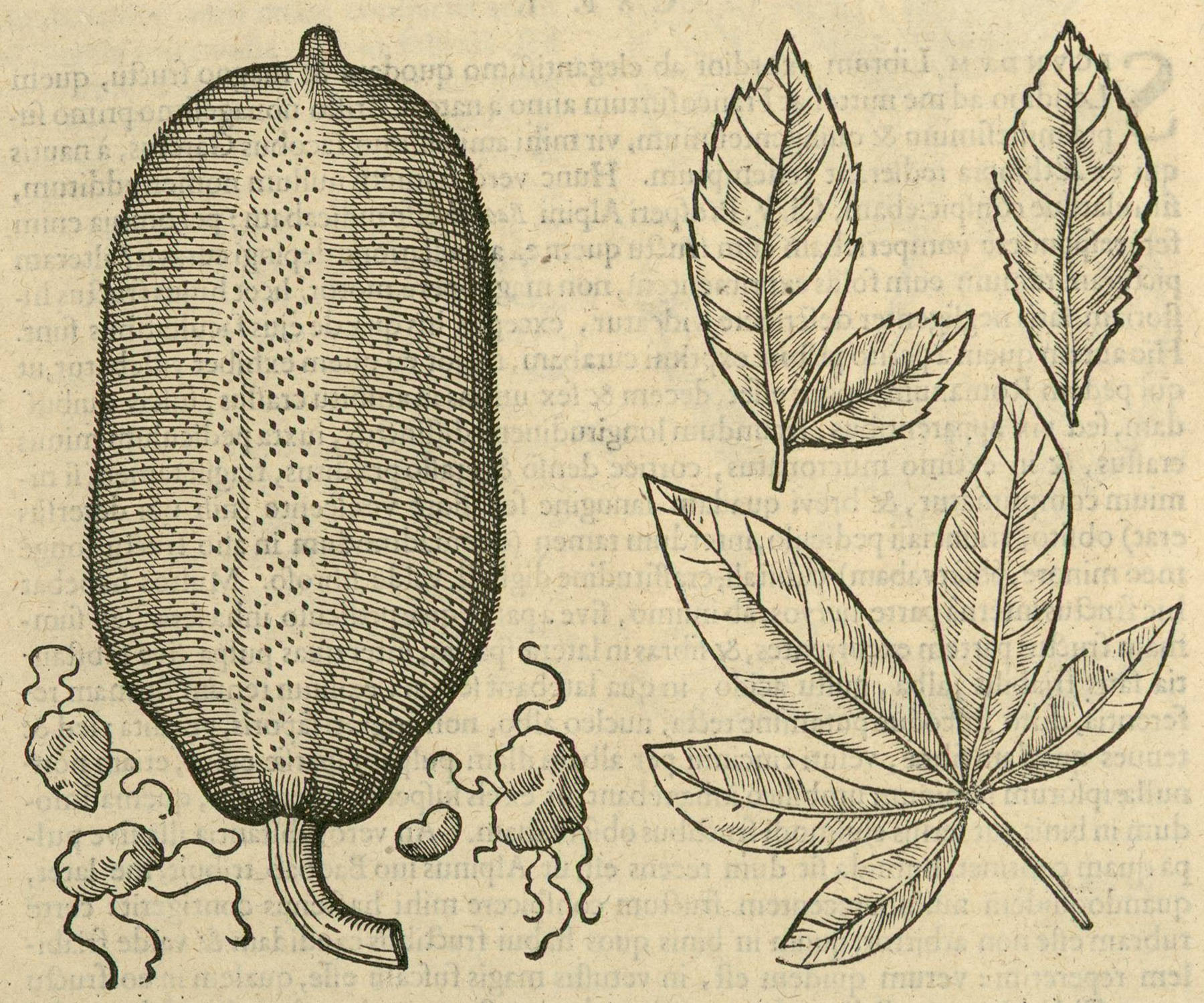
Fruto e folhas de Adansonia digitata numa ilustração de obra Exoticorum Libri Decem de Charles de l’Écluse (1605)

A primeira menção literária conhecida a uma árvore que pode ser reconhecida como Adansonia digitata aparece no relato de viagem de ibne Batuta, que em 1352 menciona um tecelão do Mali que trabalhava protegido pelo tronco oco de uma árvore.
As primeiras informações escritas sobre as espécies de Adansonia datam de 1445, quando navegantes portugueses, conduzidos por Gomes Pires, chegaram à ilha de Gorée, no Senegal. Naquela região encontraram o brasão do Infante D. Henrique gravado em árvores que o cronista Gomes Eanes de Zurara, na Crónica dos Feitos da Guiné, descreveu: «E naquella ilha em que as armas do Iffante estavam entalhadas, acharom arvores muyto grossas destranha guisa, antre as quaes avya hũa que era no pee d'arredor cviijo (108) palmos. E esta arvor nom tem o pee muyto alto se nom como de nogueira; e da sua antrecasca fazem muy boõ fyado pêra cordoalha, e arde esso meesmo como linho. O seu fruito he como cabaaças, cujas pevides som assy como avellaãs, o qual fruito comem em verde, e as pevides secamnas, de que teem grande multidom, creo que seja pêra sua governança despois que o verde fallece.» Eram pois árvores de estranha aparência, entre as quais havia uma que media na base cerca de 108 palmos (25 m). Não eram muito altas e da sua entrecasca faziam fios para cordoaria e estes ardiam como os de linho. O fruto era como uma cabaça e as sementes como avelãs, que guardavam para os períodos de seca.
Também Leo Africanus, que entre 1511 e 1517 viajou pelo Norte de África conheceu e descreveu a árvore, mas a sua divulgação entre as elites europeias deve-se à menção que dela fez Julius Caesar Scaliger, que em 1557 a descreveu sob o nome de Guanabus. Deve-se a Prospero Alpini a publicação em 1592 da primeira ilustração conhecida mostrando um fruto de baobá, acompanhado por um desenho fantasista das folhas e flores. O desenho foi feito a partir dos frutos que então eram vendidos nos mercados europeus sob o nome bu hobab, tendo como origem o Egipto. A primeira representação correcta das folhas deve-se a Charles de l’Écluse, em 1605.
Bernard de Jussieu informou Carl von Linné de uma espécie descoberta por Michel Adanson a que tinha atribuído o nome de Charadrium spinosum Adansonia. Lineu incluiu esta informação, sem qualquer descrição adicional, como Adansonia no anexo da obra Species Plantarum. Michel Adanson, por carta datada de 2 de Outubro de 1758, enviou a Lineu uma descrição do género, denominado Bahobab por Adanson, a qual foi incluída em 1764 na 6.ª edição de Genera Plantarum. Adanson não tinha aceite o nome Adansonia para o género e utilizou na sua obra Familles des Plantes, publicada em 1763, o nome genérico Baobab para a classificar.
O nome genérico Adansonia, criado por Bernard de Jussieu em homenagem a Michel Adanson (1727-1806), o botânico e explorador francês que primeiro descreveu cientificamente a espécie-tipo, o baobá-africano, a partir de exemplares do Senegal, acabou por ganhar aceitação, sendo presentemente considerado como válido. Antoine-Laurent de Jussieu criou a família Bombacaceae, onde incluiu Adansonia removendo-o das Malvaceae onde originalmente fora inserido.
Com exclusão das espécies Adansonia perrieri, descrita em 1960, todas as espécies de Adansonia foram descritas até ao final do século XIX.
Gerald Ernest Wickens (* 1927) publicou em 1982 a primeira monografia geral das espécies africanas de baobá, na qual identificou surpreendentes lacunas no conhecimento científico da biologia e ecologia destas árvores.
David Alastair Baum (* 1964) realizou estudos de campo aprofundados nas regiões de distribuição natural das várias espécies e examinou o material de herbário existente. Com esta base, publicou em 1995 uma revisão sistemática de todo o género Adansonia.
A etimologia do nome comum baobá, que entrou nas línguas europeias através do francês baobab, mas presente também no latim medieval como bahobab (circa 1590), aponta para uma origem africana, atestada desde 1445. O étimo exacto não é conhecido, mas segundo o American Heritage Dictionary derivaria do árabe بو حباب būħibāb "pai de muitas sementes", de ابو ʾabū "pai" e حب ħabb, "semente".

## Espécies e distribuição geográfica
As seguintes espécies de Adansonia estão validamente descritas:
- Adansonia digitata L — baobá-africano (oeste, centro, nordeste e sudeste da África, Omã e Iémen na Península Arábica[23]);
- Adansonia grandidieri Baill — baobá-gigante, baobá-de-grandidier (Madagáscar);
- Adansonia gregorii F.Muell (syn. A. gibbosa) — boab, baobá-australiano (noroeste da Austrália);
- Adansonia madagascariensis Baill. — baobá-de-madagáscar (Madagáscar);
- Adansonia perrieri Capuron — baobá-de-perrier (norte de Madagáscar);
- Adansonia rubrostipa Jum & H.Perrier (syn. A. fony) — baobá-de-fony (Madagáscar);
- Adansonia suarezensis H.Perrier — baobá-de-suarez (Madagáscar);
- Adansonia za Baill. — baobá-za (Madagáscar).

Das oito espécies validamente descritas, seis são nativas de Madagáscar, uma é nativa do continente africano e da Península Arábica e uma é nativa da Austrália. A espécie que ocorre no continente africano também está presente em Madagáscar, mas não é nativa da ilha, tendo sido introduzida em tempos remotos. Está também presente no arquipélago de Cabo Verde. Em 2012 foi descrita o que parecia ser uma nova espécie, A. kilima, encontrada em regiões de grande altitude do sul e leste da África,, mas a espécie não é recomhecida. Os baobás africanos e australianos são quase idênticos, tendo-se separado há menos de 100 000 anos atrás.

## Sistemática
Antoine-Laurent de Jussieu incluiu o género Adansonia em 1789 na família Malvaceae, então por ele criada. Em 1822, por proposta de Karl Kunth, o género foi um dos dez géneros que passaram a integrar a então criada família das Bombacaceae. Na actualidade, seguindo o sistema APG III, o género Adansonia foi integrado na subfamília Bombacoideae da família Malvaceae, na qual constitui a tribo Adansonieae.
Adansonia é com alta probabilidade um táxon monofilético.
A espécie-tipo do género é Adansonia digitata. São sinónimos taxonómicos de Adansonia: Baobab Adans., Ophelus Lour  e Baobabus Kuntze.
Bénédict Pierre Georges Hochreutiner subdividiu em 1908 o género Adansonia com base na morfologia das flores, frutos e sementes em três secções:
- Secção Adansonia:
  - Adansonia digitata L.)
- Secção Brevitubae Hochr.:
  - Adansonia grandidieri Baill.
  - Adansonia suarezensis H.Perrier
- Secção Longitubae Hochr.:
  - Adansonia gregorii F.Muell.
  - Adansonia madagascariensis Baill.
  - Adansonia perrieri Capuron
  - Adansonia rubrostipa Jum. & H.Perrier
  - Adansonia za Baill.

## Habitat e ecologia
A espécie A. digitata é considerada como um "ícone definidor da savana africana".
As espécies malgaxes de Adansonia são importantes componentes da associação vegetal conhecida por floresta decídua seca de Madagáscar.  Naquele bioma, as espécies A. madagascariensis e A. rubrostipa ocorrem especificamente na Floresta de Anjajavy, incluindo árvores crescendo sobre os calcários da Reserva Natural Integral do Tsingy de Bemaraha.
Os baobás são importantes para a nidificação de múltiplas espécies de aves, em particular para o apodídeo Telacanthura ussheri e quatro espécies de Ploceidae (tecelões africanos).

## Usos

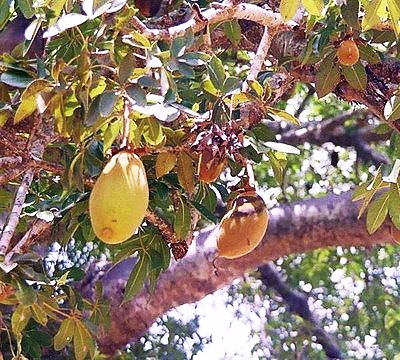
Múcuas na árvore

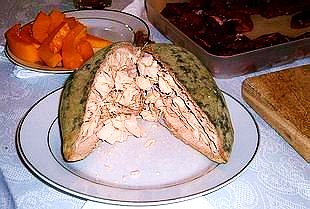
Múcua de Benguela

Algumas espécies de Adansonia são utilizadas como fonte de fibras vegetais, corantes para têxteis e lenha. Os povos aborígenes australianos usavam a espécie nativa A. gregorii para obter diversos produtos, fazendo cordas com as fibras da raiz e objectos decorativos com os frutos.
A partir da última década tem vindo a aumentar o interesse no desenvolvimento de técnicas que permitam aproveitar as sementes de baobá e a polpa do fruto, especialmente da espécie A. digitata, por secagem e pulverização para incorporação em produtos de grande consumo.
A polpa seca encontrada no interior dos frutos de várias espécies de Adansonia pode ser utilizada como "espessante em geleias e molhos, adoçante para bebidas frutadas, ou como um complemento de sabor picante para molhos picantes". A polpa do fruto e as sementes da espécie A. grandidieri e A. za são consumidas em fresco.
As sementes de algumas espécies são um fonte de óleo vegetal e as folhas frescas podem ser consumidas como uma hortaliça.
O fruto de A. digitata apresenta uma casca aveludada e o tamanho aproximado de um coco, pesando cerca de 1,5 kg. Tem no seu interior um miolo seco comestível, sem sumo, que se desfaz facilmente na boca. Apresenta um sabor acídico, acre, descrito como "algo entre a toranja, a pera e a baunilha". O fruto fresco apresenta sabor semelhante ao de um sorvete, ligeiramente agridoce, isto é, adocicado com uma ligeira acidez. Em fresco o fruto é rico em vitaminas e sais minerais. O conteúdo em vitamina C, descrito como variável em diferentes amostras, está no intervalo 74–163 mg por 100 g de fruto seco pulverizado.
Na África lusófona este fruto é conhecido por mucua, múcua ou "mukua". Ao dissolver-se a mukua em água a ferver obtém-se o sumo de mukua que, depois de arrefecido, é tomado como uma bebida fresca com um sabor muito apreciado em alguns países africanos. Em Angola, o fruto seco é fervido e o caldo obtido é utilizado para sumos ou como base para um tipo de sorvete conhecido como gelado de múcua.
Em Moçambique, o fruto, tem o nome de "malambe" na língua xi-nyungwe da província de Tete, tem uma polpa branca que seca no próprio fruto e que é utilizada para a alimentação, em tempos de escassez de comida. Também é referida como cura para a malária.
Na União Europeia (UE) o fruto seco pulverizado do baobá-africano não esteve disponível para utilização como ingrediente para alimentação humana até 2008, pois legislação aprovada em 1997 requer que qualquer produto não tradicionalmente utilizado na Europa deva ser sujeito a uma aprovação comercial formal antes de ser introduzido no mercado europeu. Em 2008 a polpa seca do baobá-africano foi declarada como um ingrediente alimentar seguro para utilização na União Europeia, e pouco depois recebeu o estatuto de GRAS (Generally Recognized as Safe) nos Estados Unidos da América.
Na Tanzânia, a polpa seca de A. digitata é adicionada a cana de açúcar para melhorar a fermentação no processo de fabrico de cerveja.
No Zimbabwe, o fruto é usado na preparação de pratos tradicionais, os quais incluem "comer a fruta fresca ou utilizar a polpa friável esmagada para misturar em papas e bebidas". No Malawi grupos de mulheres criaram estruturas comerciais para a colheita do fruto de A. digitata que lhes permite ganharem o dinheiro necessário para pagar as despesas escolares dos filhos.

### Outros usos
Um grande baobá oco existente a sul de Derby, Western Australia, teria sido utilizado na década de 1890 como prisão para detidos que eram conduzidos a Derby para sentenciamento. A Boab Prison Tree, Derby permanece de pé e agora considerada uma atracção turística. Não sendo seguro que a Adansonia existente nos arredores de Derby tenha servido de prisão, uma árvore similar, a Boab Prison Tree, Wyndham, próxima de Wyndham, também na Austrália, foi comprovadamente usada para esse fim.
Em Angola e Moçambique, esta árvore é conhecida como "embondeiro" ou "imbondeiro". Em certas regiões de Moçambique, o tronco desta árvore é escavado por carpinteiros especializados para servir como cisterna comunitária.

### Os baobás do Brasil
No Brasil existem poucas árvores de baobá, que foram trazidas pelos sacerdotes africanos e foram plantadas em locais específicos para o culto das religiões africanas. No candomblé é considerada uma árvore sagrada (ossê, em iorubá e apassatim, em fom), e nunca deve ser cortada ou arrancada.
A presença do baobá no Brasil desperta grande interesse, sendo em geral notada a sua existência nas diferentes unidades federativas e municípios.
O Baobá foi o tema do enredo da Escola de Samba Portela em 2022, com o nome "Igi Osé Baobá".

## Galeria

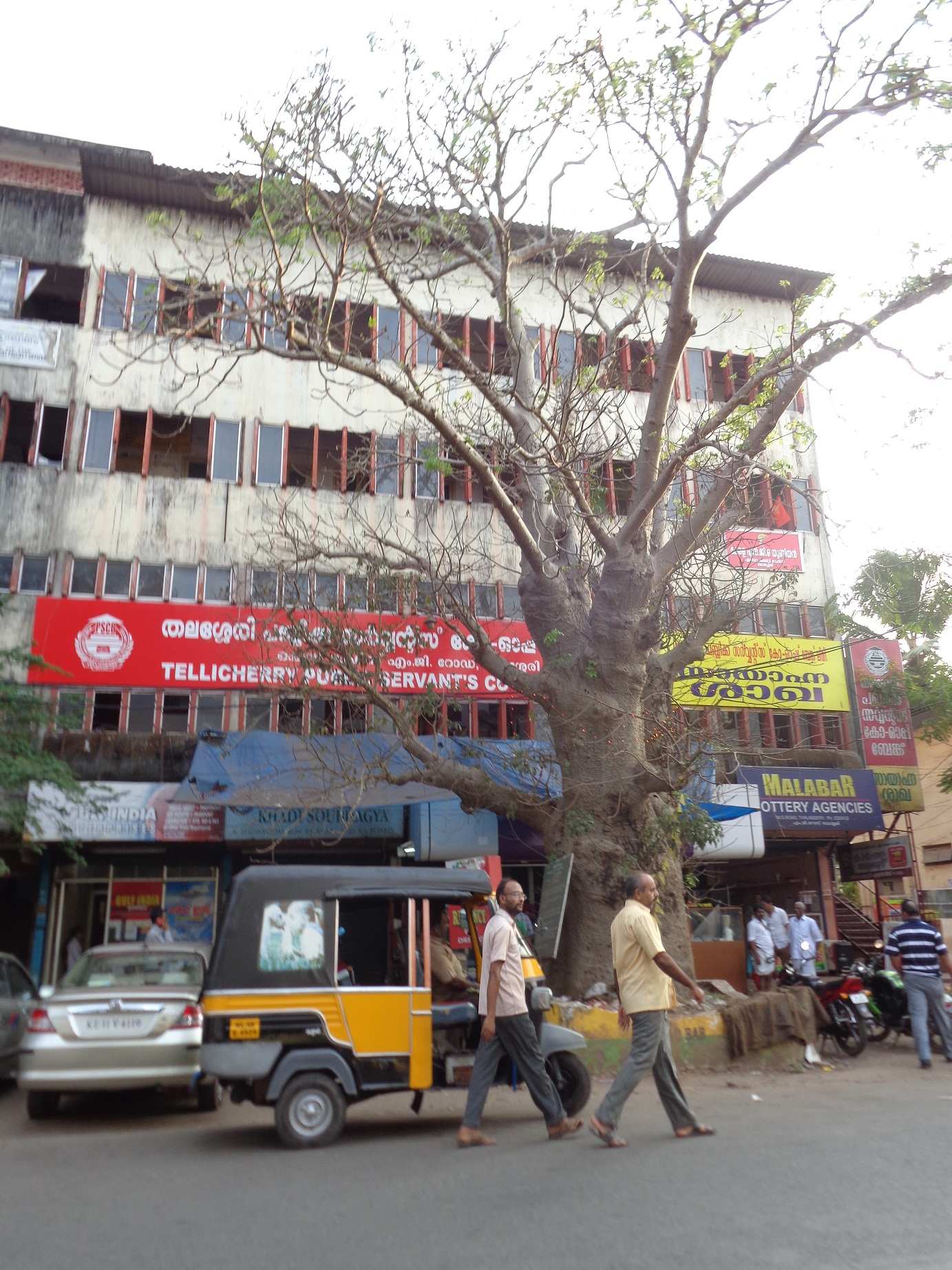
Adansonia digitata em Thalassery, Kannur, Kerala, Índia.
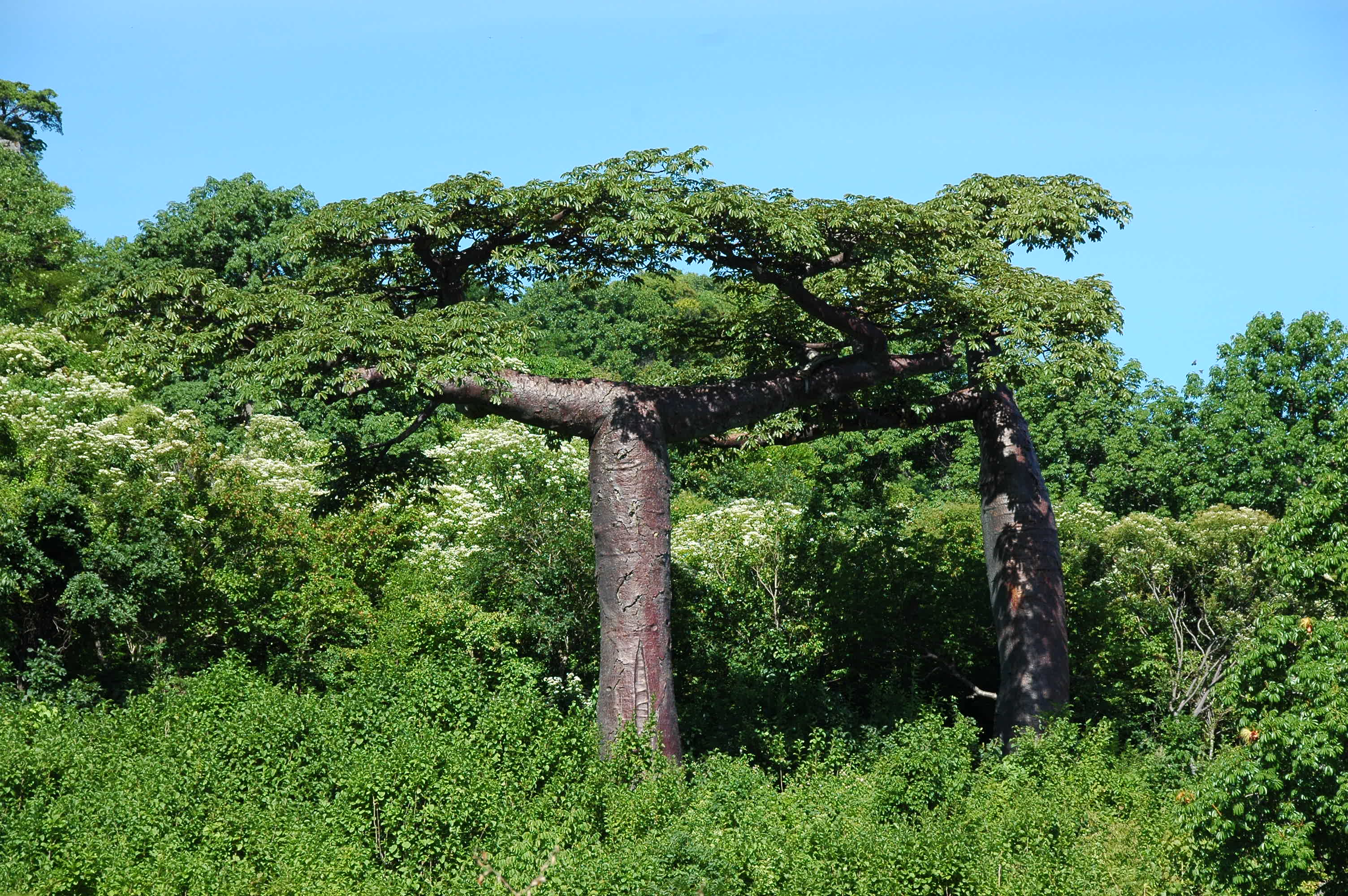
Adansonia suarezensis.
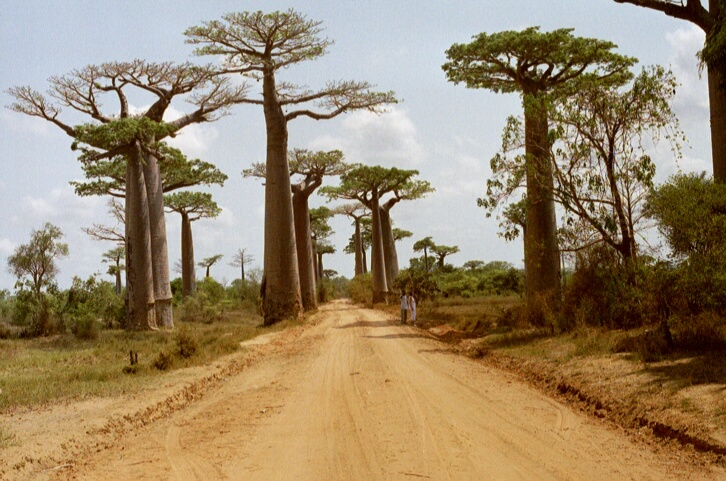
Adansonia grandidieri.
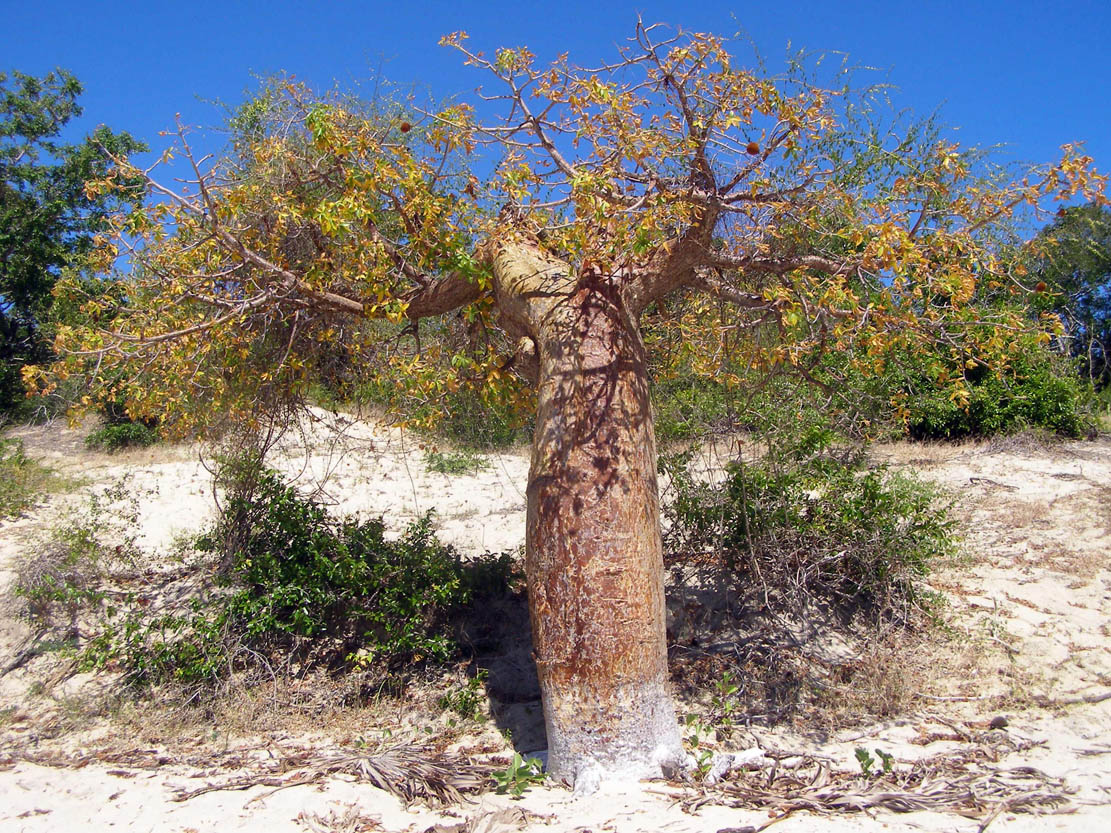
Adansonia rubrostipa.
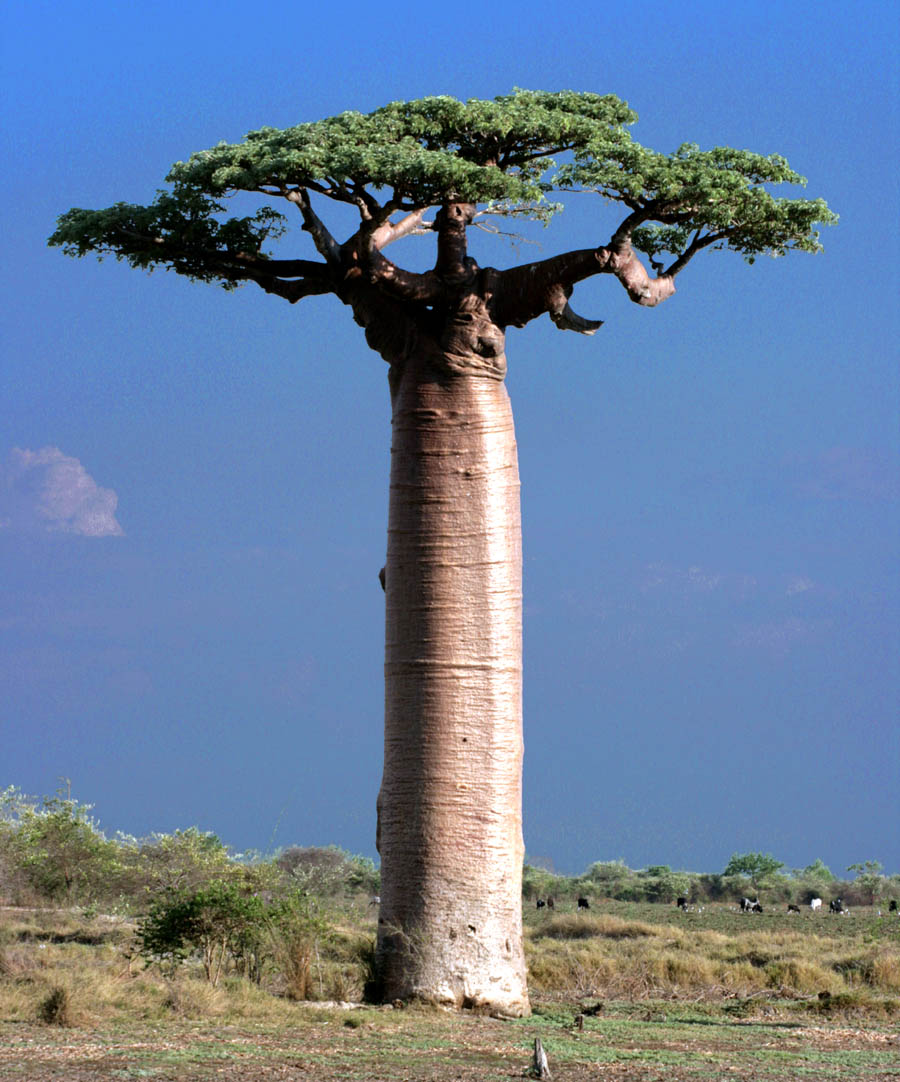
Adansonia grandidieri em Madagáscar.
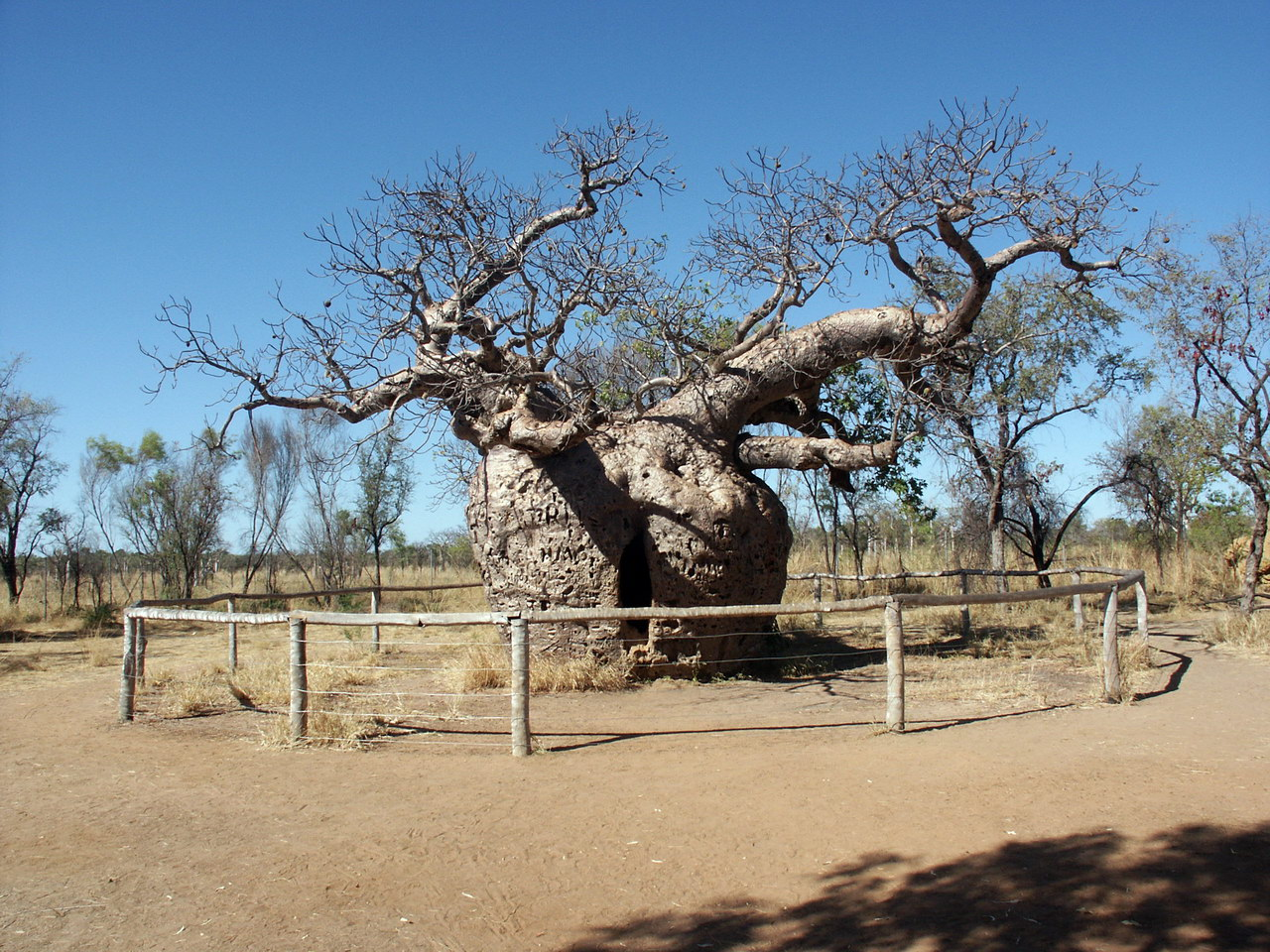
Adansonia gregorii na Austrália Ocidental.